# مک‌گیل ۶۹۰۴
سیارک ۶۹۰۴ (به انگلیسی: 6904 McGill، نامگذاری:1990QW1) شش هزار و نهصد و چهارمین سیارک کشف شده‌است که در ۲۲ اوت ۱۹۹۰ کشف شد.
قدر مطلق سیارک برابر ۱۴٫۱۰ است.